# Carl Buchberger
Carl Dominik Buchberger, född 14 augusti 1887 i Österrike, död 6 maj 1974, var en österrikisk diplomat.
Buchberger trädde i diplomattjänst 1911, och var legationssekreterare vid den österrikisk-ungerska legationen i Berlin 1917-1920, och därefter legationsråd vid den österrikiska beskickningen där 1920-24. 1925 utnämndes han till chargé d'affaires i Stockholm för Sverige, Norge och Finland.